# N - The Madness of Reason
N: The Madness of Reason is een Nederlands-Belgische documentaire langspeelfilm van Peter Krüger uit 2014. Director of photography was Rymvidas Leipus, de montage werd verzorgd door Nico Leunen.
De Fransman Raymond Borremans trok na de Tweede Wereldoorlog naar Ivoorkust waar hij onder meer als entomoloog een encyclopedie tracht samen te stellen. Ondanks zijn grote plannen, en ambities, overlijdt hij als hij aan de letter N in de encyclopedie wil beginnen. De documentaire tracht Borremans' gedachten te vatten en een beeld te geven van West-Afrika. Regisseur Krüger stelde "Via het leven van dit ongewone personage wilde ik een zekere geestesgesteldheid analyseren; een manier van denken en gedragen die representatief is voor de Westerse idealen".
De documentaire wordt ingesproken door Michael Lonsdale. Verder hoort men de zang van Fatoumata Diawara, muziek van Walter Hus en medewerking van Hamadoun Kassogué, Wendyam Sawadogo, Vieux Farka Touré, en anderen.

## Palmares
De film won op het Filmfestival Oostende op 19 september 2015 de Ensor Beste Film 2015 met een bijkomende Ensor voor de beste muziek van Walter Hus en de Ensor Beste Montage voor Nico Leunen.